# Lisel Mueller
Lisel Mueller, nacida Elisabeth Annedore Neumann (Hamburgo, Alemania; 8 de febrero de 1924-Chicago, Estados Unidos; 21 de febrero de 2020) fue una poetisa y escritora alemana nacionalizada estadounidense. Ganó el U.S. National Book Award en 1981 y el Premio Pulitzer de Poesía en 1997.

## Biografía
Mueller nació en Hamburg, Alemania, en 1924 y emigró a América a los quince años. Su padre, Fritz C. Neumann, era profesor en el Evansville College. Su madre falleció en 1953. "Aunque mi familia se estableció en el Medio Oeste, vivimos en ambientes urbanos o periféricos," escribió una vez. Ella y su marido, Paul Mueller (f. 2001) construyeron una casa en Lake Forest, Illinois en la década de los 60. Mueller residía en una residencia para jubilados en Chicago. Sus poemas son extremadamente accesibles, aunque intricados y estratificados. Aunque a veces caprichosa y posee un humor astuto, hay una tristeza subyacente en gran parte de su trabajo.
Se graduó en la University of Evansville en 1944 y enseñó en la University of Chicago, Elmhurst College en Illinois, y Goddard College en Plainfield, Vermont.
Mueller escribió reseñas de libros para el Chicago Daily News.
Falleció a los noventa y cinco años el 21 de febrero de 2020 a consecuencia de las secuelas de una neumonía en Chicago.

## Libros

### Poesía
- Leyendo los Hermanos Grimm a Jenny
- Dependencias (1965)
- Vida de una Reina (1970) por Northeast/Juniper Books
- La Vida Privada (1975) Lamont Poetry Selection
- Esperanza (1976)
- Voces del Bosque(1977)
- La Necesidad de que Permanezca Inmóvil (1980) —ganador del the National Book Award[6]
- Segundo Idioma (1986)
- Saludando desde la Orilla (1989)
- Aprendiendo a Tocar de Oído (1990)
- Cosas (1992)
- Vivos Juntos: Nuevos & Seleccionados Poemas (1996) —ganador del Pulitzer Prize[7]

### Traducción
Ha publicado varios volúmenes de traducciones:
- Circe's Mountain por Marie Luise Kaschnitz (1990)

## Premios
- Lamont Poetry Prize (1975) por La Vida Privada
- National Book Award for Poetry (1981) por La Necesidad de que Permanezca Inmóvil[6]
- Pulitzer Prize for Poetry (1997) por Vivos Juntos: Nuevos & Seleccionados Poemas[7]
- Carl Sandburg Award
- National Endowment for the Arts fellowship
- Ruth Lilly Poetry Prize (2002)

### Los poemas en línea
- "Poemas por Lisel Mueller" Página web en Plagiarist.com
- "Otra Versión" y "Ruta Escénica"

- Datos: Q6558751